# Arca dei santi Faustino e Giovita
L'arca dei santi Faustino e Giovita è un'opera d'arte custodita nella chiesa dei Santi Faustino e Giovita a Brescia, al centro del presbiterio, come parte dell'altare maggiore. L'arca contiene i resti dei Santi Faustino e Giovita, titolari della chiesa e patroni della città, il cui sepolcro era stato riscoperto nel 1455 nella vecchia cripta, oggi non più esistente, dove a sua volta era stato posto dal vescovo Ramperto nel IX secolo. L'arca attuale è opera dello scultore Giovanni Antonio Carra, che la realizzò fra il 1617 e il 1622 nell'ambito di radicali lavori di ricostruzione della chiesa, condotti nella prima metà del Seicento. Il gusto decorativo del sepolcro è pienamente barocco e la sua elevata qualità artistica e compositiva ne fanno un pezzo d'arte assolutamente pregevole. L'opera, data la sua funzione di custodia delle reliquie dei due santi patroni di Brescia, possiede in aggiunta un forte significato religioso.

## Storia

### Il sepolcro di Ramperto
I resti dei santi patroni della città, già posti dentro un sepolcro in marmo dal vescovo Ramperto nel IX secolo, vengono ritrovati nella cripta della chiesa durante importanti lavori di restauro operati nel 1455, sotto l'abate Bernardo Marcello, che immediatamente incarica il "magistro" Tonino da Lumezzane di trovargli degna sede. L'arca di Ramperto viene quindi posizionata al centro della cripta, al posto dell'altare maggiore, su sei colonnine di marmo. La situazione rimane sostanzialmente invariata fino al 1601 quando, evidentemente per ragioni di comodità, la cripta viene distrutta per poter abbassare il livello del presbiterio, fino ad allora molto alto poiché la cripta era solo leggermente interrata. Secondo i diari di Scipione Covo e le cronache di Bernardino Faino, alla conclusione dei lavori di abbassamento del pavimento sopra la cripta, conclusi il 2 aprile dello stesso anno, l'arca viene semplicemente ricomposta a ridosso dell'altare maggiore del nuovo coro. Tuttavia, neppure questa soluzione durerà a lungo.

### La nuova arca
I diari dei Bianchi annotano al 1617 l'inizio della costruzione di una nuova arca, "bellissima e maestosa", per le spoglie dei due santi, anche se l'atto notarile che conferisce ufficialmente l'incarico a Giovanni Antonio Carra viene registrato solamente il 20 febbraio 1618, con riferimento, comunque, a un "disegno già aprobato". Successivi verbali delle riunioni dei Deputati pubblici alle Fabbriche registrano il definirsi del manufatto con un buon numero di informazioni e con un elenco dettagliato delle parti da realizzare. Il 30 giugno dello stesso anno viene rilasciato dal comune cittadino al Carra un "lasciapassare" perché sia agevolato il trasporto dei blocchi di marmo da Massa Carrara, passando per Genova. Nel 1620 si torna ad aprire la vecchia arca per sondarne l'interno, "sin tanto che si compisce l'Arca nuova, che si va fabricando". I lavori sembrano procedere speditamente e senza intoppi: il 29 aprile 1621 Giovanni Antonio Carra riceve il compenso per le due figure allegoriche poste sul coperchio dell'arca, mentre già si delibera l'ammontare dei compensi per le altre parti. L'opera, verosimilmente, è già conclusa il 1º febbraio 1621, quando avviene il saldo definitivo ricevendo anche gli elogi dei deputati pubblici. All'inizio del 1623 si procede ad una nuova, più accurata ricognizione dell'interno dell'arca, in vista della traslazione che di fatto avviene poco tempo dopo, durante una solenne cerimonia.
Nel 1626 i documenti tornano a parlare dell'arca, che si vuole evidentemente abbellire: l'incarico viene nuovamente affidato a Giovanni Antonio Carra, il quale si impegna a fabbricare "quattro Statue grandi quattro brazza, conformi alli modelli già fatti in grande, per sostentatione del Baldacchino [...] et altre quattro in forma di Angeli per sostentatione dell'Altare, tutte di pietra bianca da Botticino, in buonissima e laudabillima forma, et in tutto conformi alli Modelli". Tutto viene effettivamente realizzato, a parte i quattro angeli reggimensa dell'altare, i quali vengono invece eseguiti in bronzo. Nonostante la ricca documentazione d'archivio, però, l'assetto attuale dell'arca non corrisponde perfettamente con le indicazioni dei documenti: altri lavori, evidentemente, dovettero essere condotti sulle decorazioni dell'arca.

### L'incendio del 1743 e le riparazioni
Nel 1743, nella notte del 2 dicembre, un incendio divampa nella chiesa, distruggendo l'intero coro, il presbiterio, gli stalli lignei, l'organo, il baldacchino sopra l'arca e tutti gli affreschi di quell'area della chiesa. Dalle informazioni dell'epoca emerge che l'arca non dovette subire danni rilevanti, limitati evidentemente al distacco di alcune lastrine marmoree di rivestimento sul retro, "dalla parte verso il Coro, ov'era maggior l'ardore, squaliatisi i Bitumi, che li tenevano incastrati". Sono gli interventi di restauro successivi che, evidentemente, modificano parte dell'assetto originale dell'arca: nel 1744, l'anno successivo, lo scultore Antonio Calegari riceve un pagamento per lavori fatti "circa statuas Arcae", mentre l'anno successivo è il figlio, Santo Calegari il Giovane, ad essere pagato per lavori simili. Pochi mesi dopo, un non meglio identificato Antonio Marini riceve un pagamento per una fornitura di "gesso a presa" per riattare l'arca, così come un indoratore, Giuseppe Telarolo, viene pagato per il ripasso in oro delle iscrizioni. Il baldacchino, invece, non dovette più essere ripristinato e le quattro statue di supporto furono semplicemente spostate e posizionate in riga, ai lati dell'arca, dove si trovano ancora oggi.

## Descrizione

### L'arca

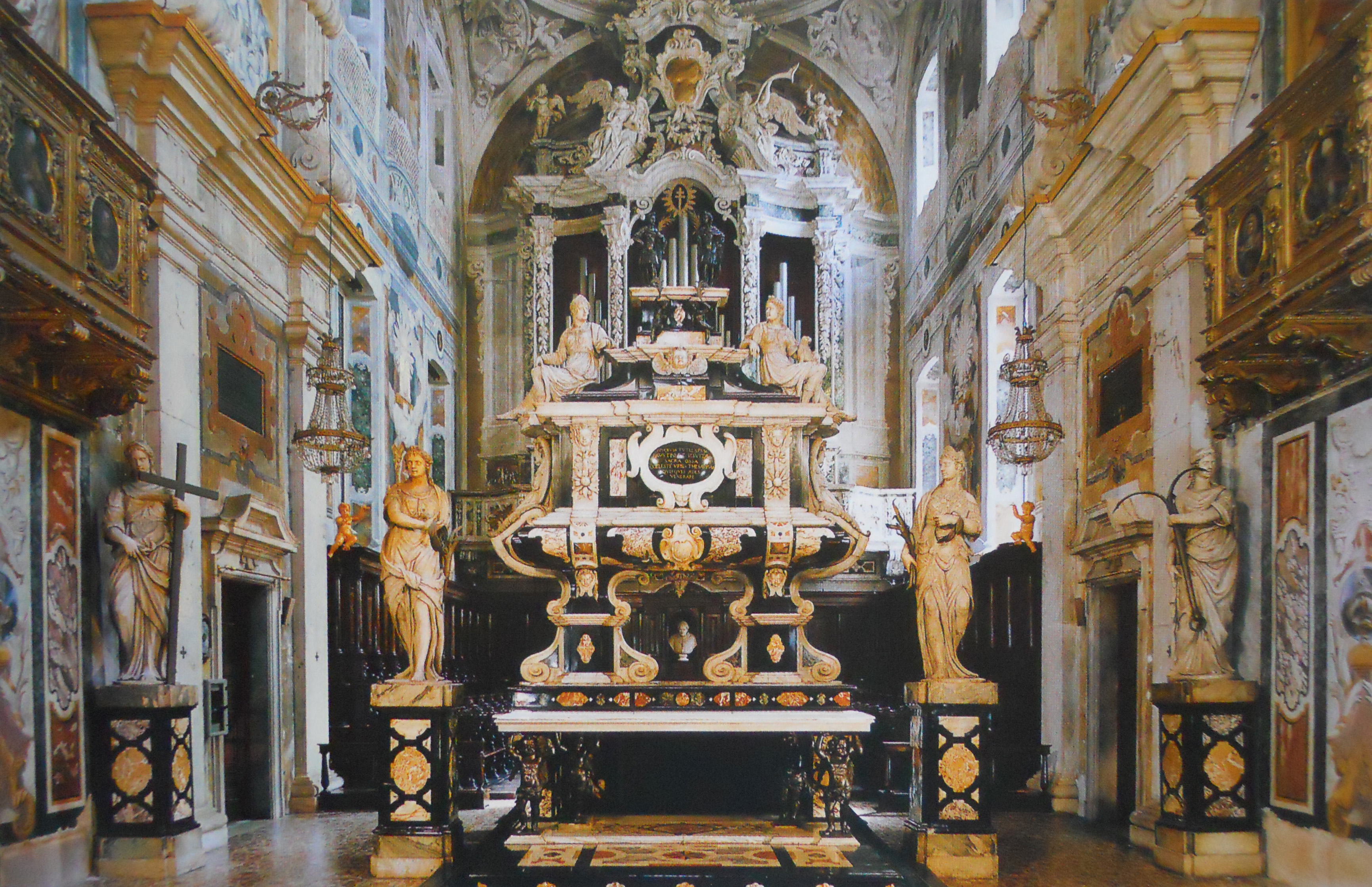
Vista del presbiterio con al centro l'arca. Ai suoi piedi si vede l'altare e ai lati le quattro statue allegoriche

La grande arca, principalmente in marmo di Carrara variamente intarsiato con marmo nero e altre pietre multicolori, si leva sopra la mensa dell'altare, alla quale è connessa, sostenuta da due robuste basi scure, espanse lateralmente in volute e fregi di marmo bianco. Citando Antonio Morassi: "È di forma rigonfia, pienamente barocca, armoniosa nelle proporzioni e nel disegno". Sull'estrema sommità reca le figure in bronzo dei santi patroni sovrastati da una croce a doppia traversa, su modello della reliquia della Santissima Croce conservata nel Tesoro delle Sante Croci del Duomo vecchio. Le due statuette poggiano su un basamento marmoreo sorretto da due piccoli angeli bronzei seduti. Tutte e quattro le figure recano inoltre la palma del martirio. Sul coperchio siedono invece due figure allegoriche femminili in marmo di Carrara, non identificate da attributi connotativi, ma che dovrebbero raffigurare, a quanto emerge dai documenti, la Fortezza e la Fede. Giovanni Vezzoli ipotizza invece che si tratti delle raffigurazioni simboliche di Brescia e Venezia, poiché la figura di destra è rivestita da una corazza e tiene sulle ginocchia un piccolo leone, simbologia adatta a definire Brescia. La statua opposta, però, non mostrerebbe alcunché per poterla identificare con Venezia. Al centro dell'arca, sia sul fronte sia sul retro, sono posti due tondi in marmo nero circondati da un fregio, sui quali spiccano, a caratteri d'oro, le iscrizioni celebrative dei due santi martiri: anteriormente, su sei righe, si legge "DIVORVM TVTELARVM / FAVSTINI ET JOVITAE / SACRA OSSA / COELESTE VRBIS THESAVRVM / QVISQVIS ADES / VENERARE", mentre posteriormente, su otto righe, "VTINAM VIRES / MERITIS ADAEQVATAE / AETERNAE MAVSOLEVM ADMIRATIONIS / STRVXISSET BRIXIA / DIVIS SVIS / QVOD DEFVIT RELIGIONE / SVPPLET / INCOMPARABILI". Sempre sul retro, sul basamento, campeggia invece la firma dell'autore: "IOAN. ANTONIVS / CARRA / CIVIS BRIXIAE / INVENTOR / ET SCVLPTOR". La mensa dell'altare collocato davanti all'arca è arricchita da una piccola alzata in marmo nero con alcuni inserti di marmi policromi, mentre il piano vero e proprio è sorretto da quattro putti in bronzo.

### Le statue laterali
Fanno da ali all'arca le quattro statue originariamente concepite come sostegno del baldacchino che coronava la composizione, poi distrutto dall'incendio del 1743. Le due più esterne raffigurano la Fede a sinistra e la Speranza a destra, la prima recante una grande croce e la seconda un'àncora, elementi identificativi delle due virtù teologali. Più problematica è invece l'individuazione del significato allegoriche delle due statue interne, recanti solamente una corona d'alloro e una foglia di palma. Dalla critica secolare sono genericamente indicate come Sante, mentre il Vezzoli propende a identificarle come Vittorie, a motivo delle palme e delle corone che reggono, il che sarebbe un'iconografia più adatta ad esaltare la gloria del martirio. Le statue sono a grandezza poco più del naturale e poggiano su alti basamenti rettangolari rivestiti con tasselli di marmi policromi, incorniciati da listelli di marmo nero.

## Particolari

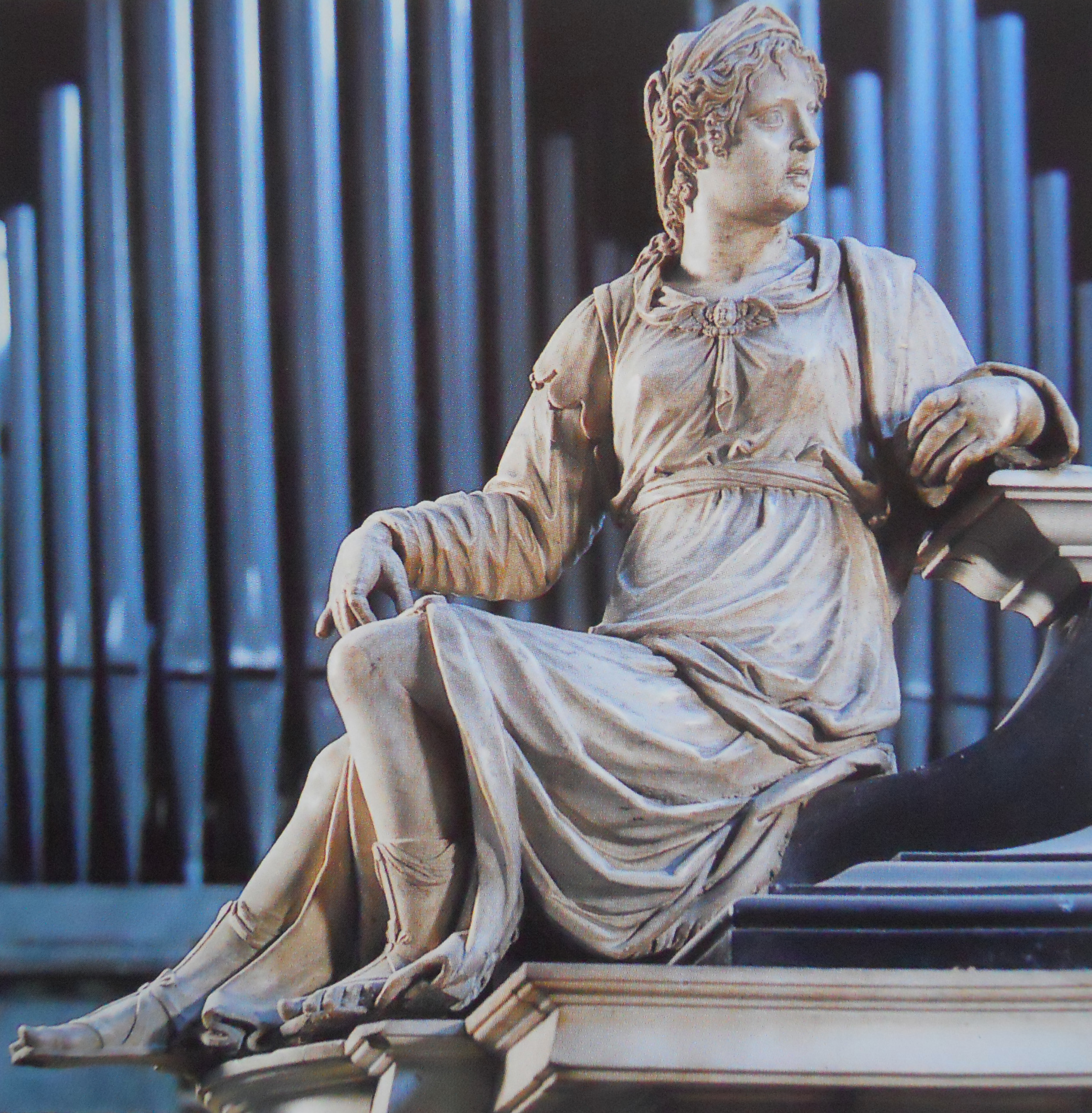
Figura allegorica di Venezia o Fede sul coperchio
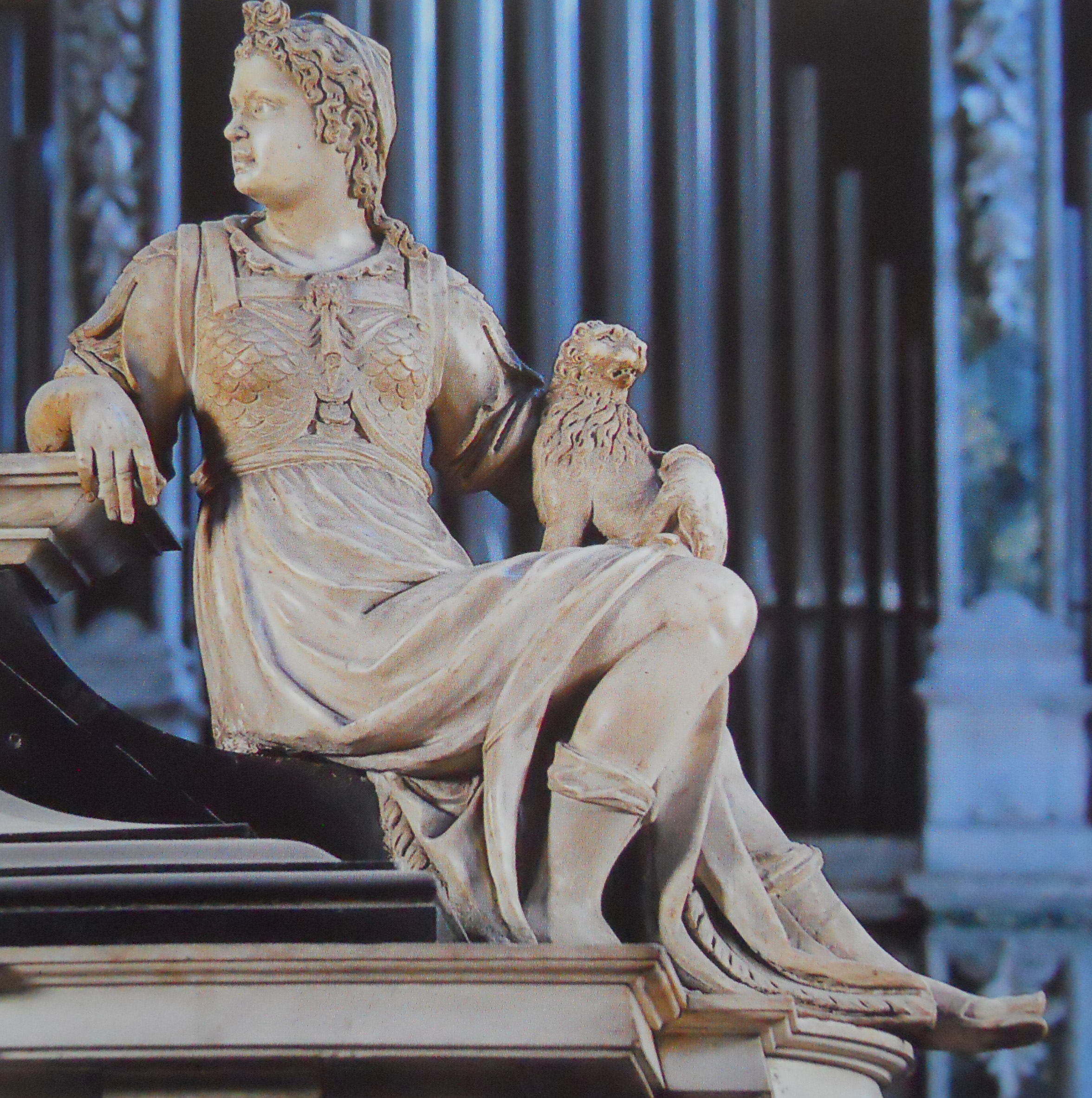
Figura allegorica di Brescia o Fortezza sul coperchio
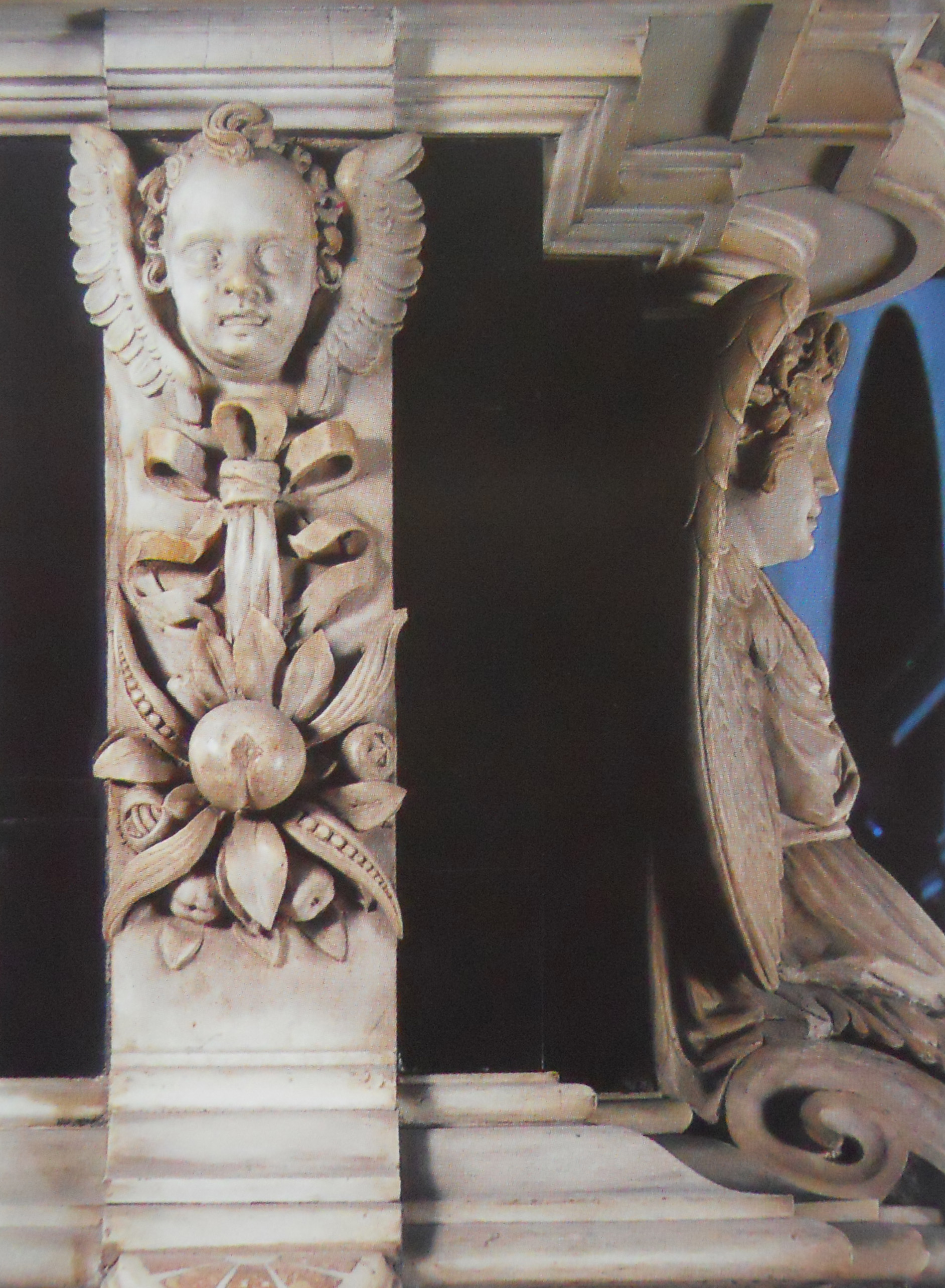
Decorazione di una lesena sul fronte dell'arca
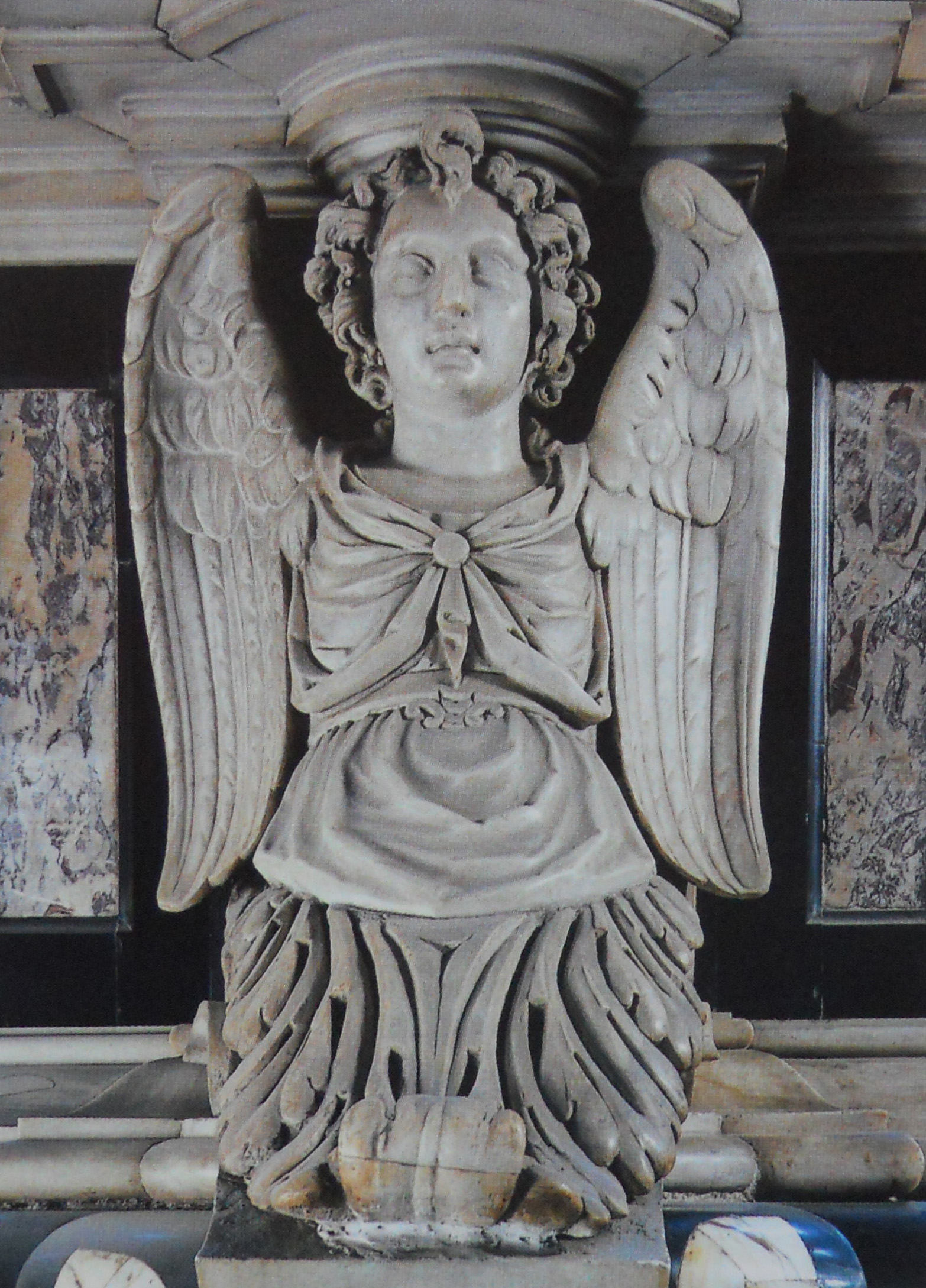
Cariatide a busto d'angelo sul fianco dell'arca
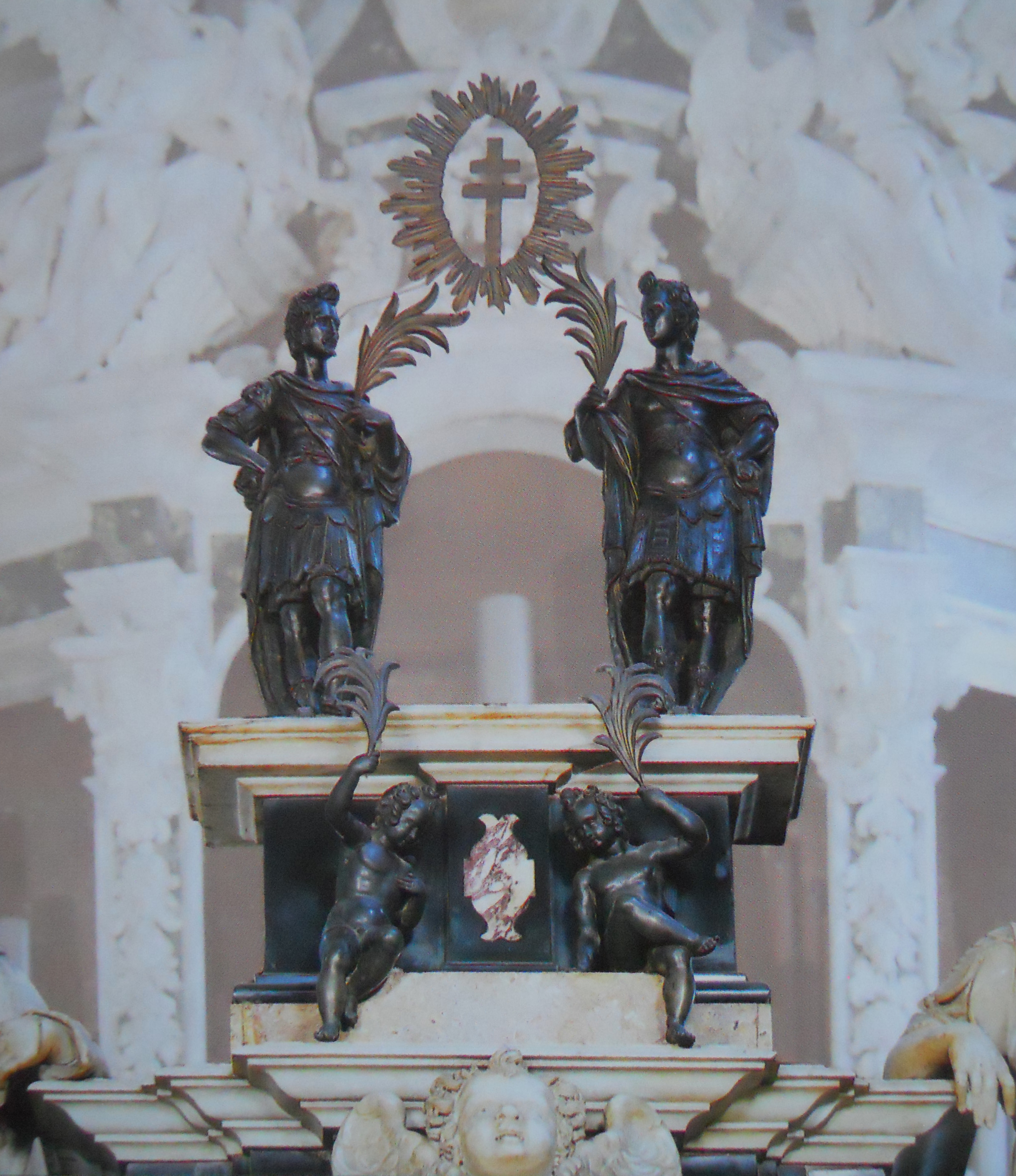
I Santi Faustino e Giovita e due angeli con le palme del martirio e la Santissima Croce, sculture in bronzo sulla sommità dell'arca
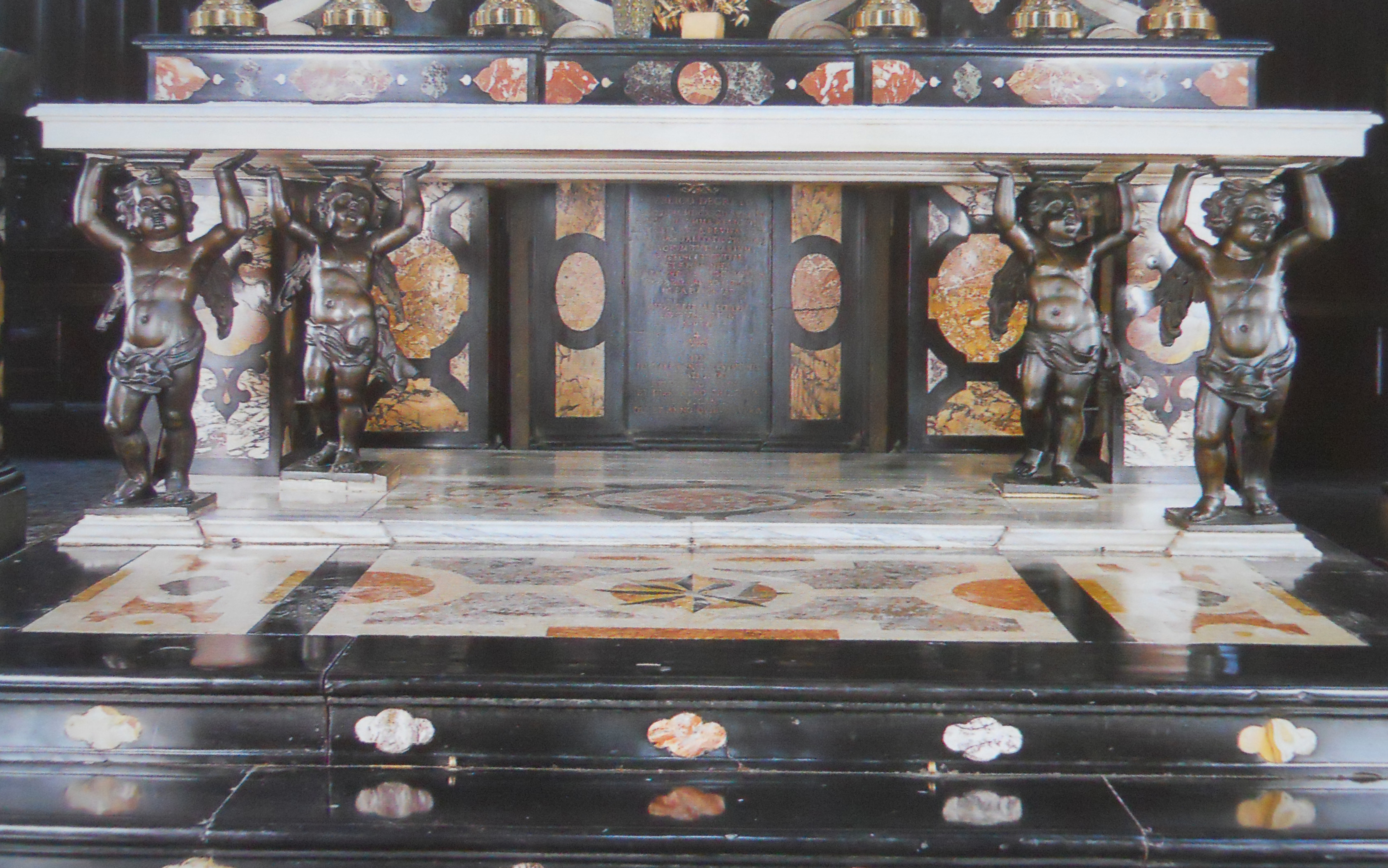
L'altare antistante l'arca con gli angeli in bronzo
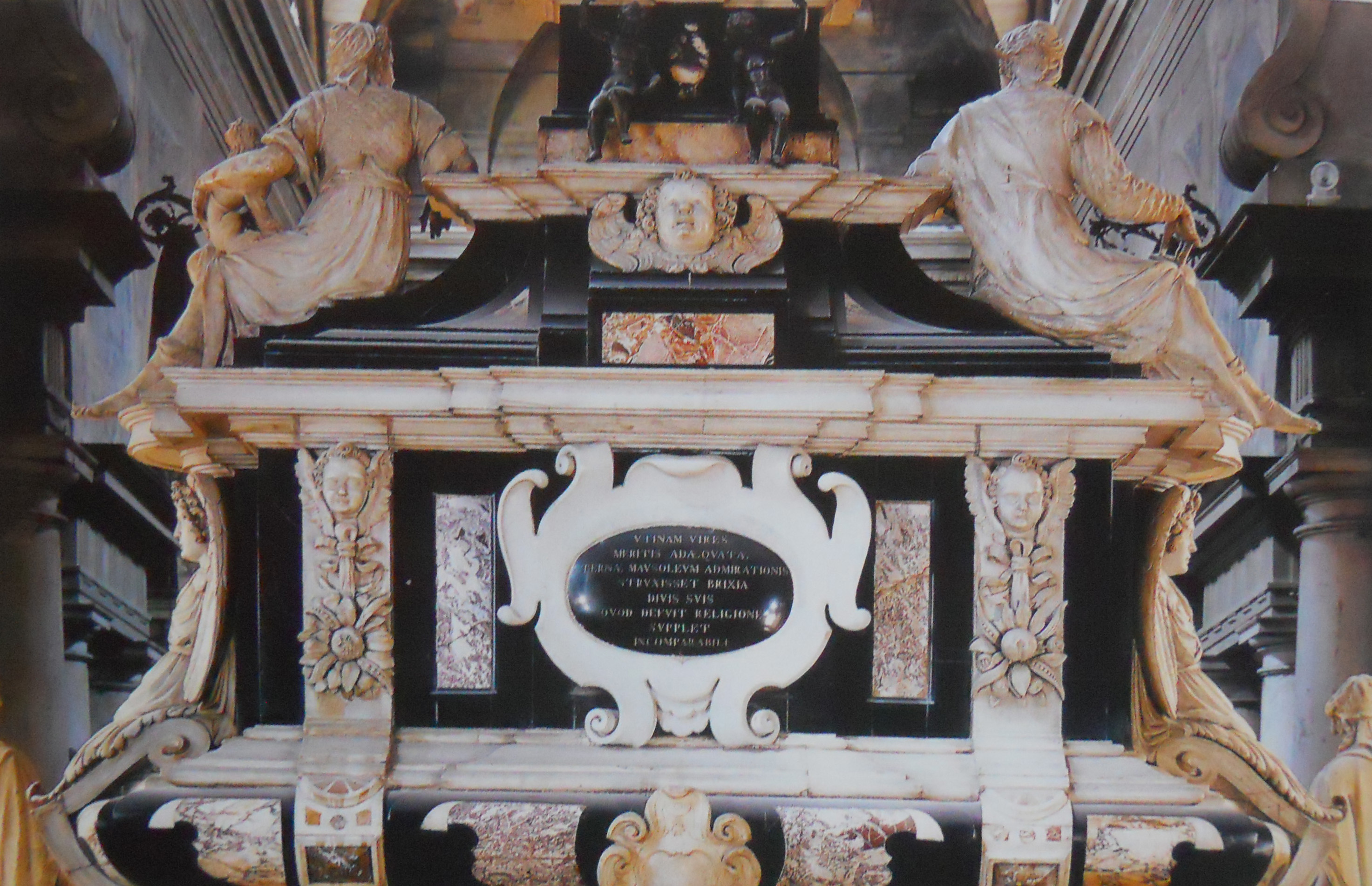
Il retro dell'arca